# Albin Dahl
Karl Albin Dahl (Landskrona, 2 gennaio 1900 – Helsingborg, 15 febbraio 1980) è stato un calciatore e allenatore di calcio svedese, di ruolo centrocampista.

## Carriera

### Nazionale
Con la sua Nazionale prese parte alle Olimpiadi del 1920 e del 1924, vincendo in queste ultime una medaglia di bronzo.

### Cronologia presenze e reti in nazionale
| Cronologia completa delle presenze e delle reti in nazionale ― Svezia | Cronologia completa delle presenze e delle reti in nazionale ― Svezia | Cronologia completa delle presenze e delle reti in nazionale ― Svezia | Cronologia completa delle presenze e delle reti in nazionale ― Svezia | Cronologia completa delle presenze e delle reti in nazionale ― Svezia | Cronologia completa delle presenze e delle reti in nazionale ― Svezia | Cronologia completa delle presenze e delle reti in nazionale ― Svezia | Cronologia completa delle presenze e delle reti in nazionale ― Svezia |
| Data                                                                  | Città                                                                 | In casa                                                               | Risultato                                                             | Ospiti                                                                | Competizione                                                          | Reti                                                                  | Note                                                                  |
| --------------------------------------------------------------------- | --------------------------------------------------------------------- | --------------------------------------------------------------------- | --------------------------------------------------------------------- | --------------------------------------------------------------------- | --------------------------------------------------------------------- | --------------------------------------------------------------------- | --------------------------------------------------------------------- |
| 28-9-1919                                                             | Helsinki                                                              | Finlandia                                                             | 3 – 3                                                                 | Svezia                                                                | Amichevole                                                            | -                                                                     |                                                                       |
| 30-5-1920                                                             | Stoccolma                                                             | Svezia                                                                | 4 – 0                                                                 | Finlandia                                                             | Amichevole                                                            | 2                                                                     |                                                                       |
| 6-6-1920                                                              | Stoccolma                                                             | Svezia                                                                | 0 – 1                                                                 | Svizzera                                                              | Amichevole                                                            | -                                                                     |                                                                       |
| 28-8-1920                                                             | Anversa                                                               | Svezia                                                                | 9 – 0                                                                 | Grecia                                                                | Olimpiadi 1920 - Turno di qualificazione                              | 1                                                                     |                                                                       |
| 29-8-1920                                                             | Anversa                                                               | Paesi Bassi                                                           | 5 – 4                                                                 | Svezia                                                                | Olimpiadi 1920 - Quarti di finale                                     | 1                                                                     |                                                                       |
| 1-9-1920                                                              | Anversa                                                               | Spagna                                                                | 2 – 1                                                                 | Svezia                                                                | Olimpiadi 1920 - Torneo di consolazione                               | 1                                                                     |                                                                       |
| 24-7-1921                                                             | Stoccolma                                                             | Svezia                                                                | 1 – 3                                                                 | Austria                                                               | Amichevole                                                            | 1                                                                     |                                                                       |
| 13-8-1922                                                             | Stoccolma                                                             | Svezia                                                                | 0 – 2                                                                 | Cecoslovacchia                                                        | Amichevole                                                            | -                                                                     |                                                                       |
| 23-8-1922                                                             | Stoccolma                                                             | Svezia                                                                | 0 – 0                                                                 | Norvegia                                                              | Amichevole                                                            | -                                                                     |                                                                       |
| 24-9-1922                                                             | Kristiania                                                            | Norvegia                                                              | 0 – 5                                                                 | Svezia                                                                | Amichevole                                                            | 3                                                                     |                                                                       |
| 1-10-1922                                                             | Copenaghen                                                            | Danimarca                                                             | 1 – 2                                                                 | Svezia                                                                | Amichevole                                                            | 1                                                                     |                                                                       |
| 10-6-1923                                                             | Göteborg                                                              | Svezia                                                                | 4 – 2                                                                 | Austria                                                               | Amichevole                                                            | 2                                                                     |                                                                       |
| 29-6-1923                                                             | Stoccolma                                                             | Svezia                                                                | 2 – 1                                                                 | Germania                                                              | Amichevole                                                            | 1                                                                     |                                                                       |
| 14-10-1923                                                            | Stoccolma                                                             | Svezia                                                                | 1 – 3                                                                 | Danimarca                                                             | Amichevole                                                            | -                                                                     |                                                                       |
| 18-5-1924                                                             | Stoccolma                                                             | Svezia                                                                | 5 – 1                                                                 | Polonia                                                               | Amichevole                                                            | -                                                                     |                                                                       |
| 5-6-1924                                                              | Colombes                                                              | Svizzera                                                              | 2 – 1                                                                 | Svezia                                                                | Olimpiadi 1924 - Semifinali                                           | -                                                                     |                                                                       |
| 8-6-1924                                                              | Colombes                                                              | Paesi Bassi                                                           | 1 – 1                                                                 | Svezia                                                                | Olimpiadi 1924 - Finale 3º posto                                      | -                                                                     |                                                                       |
| 1-11-1925                                                             | Cracovia                                                              | Polonia                                                               | 2 – 6                                                                 | Svezia                                                                | Amichevole                                                            | 2                                                                     |                                                                       |
| 7-11-1926                                                             | Vienna                                                                | Austria                                                               | 3 – 1                                                                 | Svezia                                                                | Amichevole                                                            | -                                                                     |                                                                       |
| 14-11-1926                                                            | Budapest                                                              | Ungheria                                                              | 3 – 1                                                                 | Svezia                                                                | Amichevole                                                            | -                                                                     |                                                                       |
| 9-6-1929                                                              | Stoccolma                                                             | Svezia                                                                | 6 – 2                                                                 | Paesi Bassi                                                           | Amichevole                                                            | 1                                                                     |                                                                       |
| 16-6-1929                                                             | Göteborg                                                              | Svezia                                                                | 3 – 2                                                                 | Danimarca                                                             | Amichevole                                                            | -                                                                     |                                                                       |
| 23-6-1929                                                             | Colonia                                                               | Germania                                                              | 3 – 0                                                                 | Svezia                                                                | Amichevole                                                            | -                                                                     |                                                                       |
| 7-7-1929                                                              | Landskrona                                                            | Svezia                                                                | 4 – 1                                                                 | Estonia                                                               | Amichevole                                                            | -                                                                     |                                                                       |
| 28-7-1929                                                             | Malmö                                                                 | Svezia                                                                | 10 – 0                                                                | Lettonia                                                              | Amichevole                                                            | 2                                                                     |                                                                       |
| 29-9-1929                                                             | Oslo                                                                  | Norvegia                                                              | 2 – 1                                                                 | Svezia                                                                | Amichevole                                                            | -                                                                     |                                                                       |
| 6-7-1930                                                              | Stoccolma                                                             | Svezia                                                                | 6 – 3                                                                 | Norvegia                                                              | Amichevole                                                            | 1                                                                     |                                                                       |
| 28-9-1930                                                             | Liegi                                                                 | Belgio                                                                | 2 – 2                                                                 | Svezia                                                                | Amichevole                                                            | 2                                                                     |                                                                       |
| 17-6-1931                                                             | Stoccolma                                                             | Svezia                                                                | 0 – 0                                                                 | Germania                                                              | Amichevole                                                            | -                                                                     |                                                                       |
| Totale                                                                |                                                                       | Presenze                                                              | 29                                                                    |                                                                       | Reti                                                                  | 21                                                                    |                                                                       |

## Palmarès

### Giocatore

#### Club
- Campionato svedese: 3

Helsingborg: 1928-1929, 1929-1930, 1932-1933

#### Nazionale
- Bronzo olimpico: 1

Parigi 1924

### Allenatore
- Campionato svedese: 1

Helsingborg: 1940-1941
- Coppa di Svezia: 1

Helsingborg: 1941